# محوطه قلعه امامزاده سید علی
محوطه قلعه امامزاده سید علی مربوط به سده‌های اولیه دوران‌های تاریخی پس از اسلام است و در شهرستان مرودشت، بخش مرکزی، دهستان رودبال، شمال غربی روستای گرم آباد واقع شده و این اثر در تاریخ ۳۰ بهمن ۱۳۸۶ با شمارهٔ ثبت ۲۰۸۹۱ به‌عنوان یکی از آثار ملی ایران به ثبت رسیده است.